# Comté de Bassigny
IXe siècle – XIe siècle
Entités précédentes :
- Pagus Bassiniacensis

Entités suivantes :
- Seigneurie de Clefmont
- Seigneurie de Choiseul
- Seigneurie de Nogent

Le comté de Bassigny (latin : Comitatus Bassiniacensis) est un ancien territoire féodal du comté de Champagne dans le royaume de France et centré probablement autour de la ville de Bassoncourt.
Situé au nord de Langres, il a été successivement un pagus, puis un comté carolingien, un bailliage et enfin la petite région du Bassigny.
Le gentilé du Bassigny est Bassignot.

## Géopolitique du comté au Moyen Âge

Les pagi bourguignons au IXe siècle

### Introduction
Le « Pagus Bassiniacensis » faisant partie de la Civitas-lingonum (territoire des Lingons) était déjà connu au temps de Jules César, comme lieu de passage naturel sécurisé vers la Germanie, et comme zone fertile où installer un poste militaire. Les voies romaines Lyon – Trèves et Langres - Naix passent en plein Bassigny. Son histoire est intimement liée à la vieille cité de Langres.

### Chef-lieu
Dans son Histoire des Choiseul publié en 1996, Gilles Poissonnier émet l'hypothèse que le domaine de Basin (latin : Basinus curtis) qui aurait donné son nom au Bassigny pourrait avoir comme chef-lieu le village de Bassoncourt, faisant le rapprochement entre l'étymologie de ce village et du pagus. De plus, il est admis que ce village est fort ancien et est situé entre Clefmont et Choiseul, deux sièges de seigneuries issues du morcellement du comté de Bassigny, comme à pu l'être Bologne avec Sexfontaines et Vignory lors du morcellement du comté de Bolenois à la même période.
Du point de vue ecclésiastique, Is-en-Bassigny, distant de 10 kilomètres environ de Bassancourt, devient le chef-lieu d'un doyenné, ainsi que d'un archidiaconé qui comprend également le doyenné de Pierrefaites.

### Sous les Mérovingiens
Après la chute de l'Empire romain et les grandes invasions du Ve siècle, le territoire était alors occupé par les Alamans. Puis il fut intégré au royaume des Burgondes, prenant Langres vers 460, jusqu'à ce qu'il soit annexé au royaume des Francs mérovingiens, en 534. Entre-temps, les Francs Rhénans avaient eux aussi poussé leur migration jusqu'aux portes de Langres, vers 485/486.
Ce pagus était situé à la frontière des diocèses de Langres et de Toul, et donc une limite entre les provinces de Lyon et de Trêves. Cette fracture majeure de l'Occident médiéval donna au territoire une situation de confins, dont l'histoire a laissé comme témoin le fameux traité d'Andelot.
Au VIIe siècle, le Bassigny avait appartenu à Gondoin (ou Gondouin, † v. 656), seigneur de l'Ornois, du Bolenois et du Bassigny, père de sainte Salaberge et de Bodon Leudin, évêque de Toul. Le clan Wulfoald/Gundouinides étaient l'un des principaux adversaires aux Pippinides.

### Sous les Carolingiens
Au VIIIe siècle, ce fut saint Gengoul (702 - † 760), l'un des principaux barons de Bourgogne. Certains historiens pensent que lui et Gondoin ont un lien généalogique.
Lors du traité de Verdun, en 843 (première mention du comté de Bassigny), Lothaire Ier reçut dans sa part, le Bolenois, le Bassigny et le Barrois de l’Aube. Ces trois territoires n’auraient formé qu’un seul comté. En ces temps, l'historien Maurice Chaume nous rapporte que le Bassigny est passé aux mains d'une lignée dont les illustres ancêtres seraient Donat Ier de Melun (v.790 - † ap.858/av.871), qui fut comte et missus dominicus dans la province de Sens[réf. nécessaire], et sa femme Landrade, fille du comte Bégon de Paris. Les divers partages qui suivirent restent assez obscures par rapport aux limites territoriales mais celles-ci redeviennent plus claires avec l’avènement des Ottoniens en Lotharingie.
À la suite de la création du duché de Bourgogne, après 880, le comté y fut annexé[réf. nécessaire]. En même temps, il eut à souffrir des raids Vikings, qui ravagèrent la région jusqu’en 925. Puis vint le conflit entre Hugues le Grand et Hugues le Noir. Ce premier seigneur voulant mettre la main sur la Bourgogne assiégea Langres (936)[réf. nécessaire].
En 941, Roger II de Laon obtient le Bassigny[réf. nécessaire] en bénéfices, et ce par alliance dont plusieurs hypothèses ont été retenues. Puis en 961, son fils Hugues fait don, en présence du roi Lothaire (qui venait d'assiéger Dijon pour la remettre à Othon), sollicité par la reine Gerberge et le comte Renaud de Roucy, de la curtis de Condes pour être inhumé à saint Rémi de Reims et lègue le Val-de-Rognon aux chanoines. Puis il meurt la même année.

### Sous les Capétiens
Lambert de Bassigny († 1031), dernier descendant mâle et évêque de Langres, aurait partagé ses fiefs de Clefmont, Sexfontaines et Vignory entre ses proches. Il est aussi question d’un tronc commun entre le lignage des comtes avec les familles féodales de Choiseul et de Nogent, qui se partagèrent le Bassigny.

## Les comtes de Bassigny

### Première branche
- Gosselin Ier de Bassigny ou Gozlin († 861), il serait le fils de Donat Ier, comte de Melun qui se rattache au clan des Rorgonides, et de Landrée (ou Landrade), peut-être fille de Bégon, comte de Paris. De lignée carolingienne il est un descendant de Charlemagne[10].

- Hugues Ier de Bassigny (?-?), frère du précédent[11].

- Hugues II de Bassigny (v.852 - † 914).

- Gosselin II de Bassigny ( † v. 931) ou Goscelmus (en latin), Josselin, seigneur ayant des possessions en Bassigny, assista au synode tenu dans la cathédrale de Langres en avril 906[12]. Devenu évêque de Langres en 922, il fait partie de ceux qui avec  les comtes Garnier de Sens, Manassès de Dijon et l'évêque Ansegise de Troyes infligent une sévère défaite au viking Ragenold de Nantes, le 6 décembre 924 à Calaus mons qui est peut-être Chalmont, entre Milly-la-Forêt et Barbizon ou plutôt Chalaux, sur la rivière du même nom, dans la Nièvre [13].

- Hugues III de Bassigny († ap. 939) comte de Bassigny vers 906, et du Bolenois par mariage, fils de Hugues II et frère du précédent.

- Gosselin III († ap. 940), fils du précédent[14], il fut comte du Bassigny-Bolenois, puis aussi abbé de Saints-Geosmes.

### Deuxième branche
- Roger II de Laon († 942), fut comte de Laon de 926 à 931, comte de Douai de 931 à 941 puis comte de Bassigny-Bolenois de 941 à 942 par mariage.

- Hugues IV de Bassigny († 25/08/961), "Consanguineus" (cousin) du roi Lothaire, fut comte de Bassigny-Bolenois, fils du précédent, inhumé à Saint-Remi de Reims[15].

- Richard (?-?), comte de Bassigny[16], il est très probablement le frère de Lambert de Bassigny ou de Clefmont († 1031), évêque de Langres de 1016 jusqu'à sa mort[17].

- Roger (?-† 1005), comte ou vicomte de Bassigny[18].

## Les Bassigny français, lorrain et mouvant
Le Bassigny français faisait partie de la Province de Champagne, tandis que le restant était Lorrain. La partie de Domrémy où est née Jeanne d'Arc appartenait au Bassigny français, tandis qu'une autre partie était dans le Barrois, donc en Lorraine du XXIe siècle.

### Le bailliage de Bassigny
Le Bailliage du Bassigny comprenait le Bassigny lorrain et le Bassigny mouvant, distinct du Bassigny français. Le Bassigny lorrain, composé des deux prévôtés de La Mothe et Bourmont, et le Bassigny mouvant, ainsi désignés pour les distinguer du Bassigny mouvant dont le siège de justice était à Chaumont, composé de cinq prévôtés : Conflans, Châtillon, La Marche, Gondrecourt (dont dépendait Domrémy) et Saint-Thiébaut. Le Bassigny mouvant était un fief mouvant de la Couronne de France et ressortissant du Parlement de Paris, et il était tenu par le Duc de Bar puis par le Duc de Lorraine.

### La coutume de Bassigny
Le Bassigny fait partie de la Champagne, c'est un Pays d'État.
Le Bailliage de Chaumont a des coutumes qui ont été rédigées et publiées le 19 octobre 1509.
Le Bailliage de Bourmont est en partie régi par la Coutume de Bassigny, laquelle a été réformée par les États de Bassigny, réunis en 1580 au château de La Mothe-en-Bassigny sur ordonnance du duc Charles III de Lorraine datée du 1er octobre 1580, puis vérifiée en 1585 au Parlement de Paris.
Article 1. - L'ancienne coutume de Bassigny distinguait les personnes nobles des non nobles, et parmi ces dernières les franches personnes et les personnes de condition servile. Mais il n'y a plus de personnes serves en France, et toutes conventions par laquelle une personne entrerait en service d'une autre est déclarée nulle.
Article 2. - Sont tenus pour nobles les enfants légitimes de père ou de mère noble. Il y a la même coutume à Troyes et à Meaux. La Champagne perdit tant de noblesse durant les guerres entre Lothaire, fils de Louis le Débonnaire, et Charles le Chauve, que les gentils femmes eurent privilège d'anoblir leurs maris roturiers et leurs enfants.
- Jean Gousset, Commentaire de Jean Gousset sur Les Loix municipales et coutumes générales du bailliage de Chaumont-en-Bassigny (1623), G. Briden, 1722